# Hlane
Hlane ist ein ehemaliges Inkhundla (Verwaltungseinheit) in Eswatini. Der Name Hlane ist Siswati und bedeutet so viel wie Wildnis. Hlane ist überwiegend Teil des Hlane-Royal-Nationalparks. Es war 458 km² groß. Die Verwaltungseinheit wurde 2018 aufgehoben und mit Dvokodvweni zusammengefasst.

## Geographie
Das Inkhundla lag im Zentrum der Region Lubombo nach Osten. Die Flüsse Msulutane und Mkumbana bilden die Flussebenen, in denen das Gebiet liegt, während sich im Osten die Lebomboberge anschließen. Der Hlane-Royal-Nationalpark bildet mit dem Simunye Nature Reserve und anderen Schutzgebieten die Region Lubombo Transfrontier Conservation Area. Die MR 3 ist die Hauptverkehrsader der Region.

## Gliederung
Das frühere Inkhundla gliederte sich in die Imiphakatsi (Häuptlingsbezirke) Hlane, Khuphuka, Ntandweni und Sikhuphe.